# 津波防災地域づくりに関する法律
津波防災地域づくりに関する法律（つなみぼうさいちいきづくりにかんするほうりつ、平成23年12月14日法律第123号）は、津波防災地域づくりに関する日本の法律である。
東日本大震災後の2011年12月に施行（全面施行は2012年6月）された。

## 概要
この法律は、津波による災害を防止し、又は軽減する効果が高く、将来にわたって安心して暮らすことのできる安全な地域の整備、利用及び保全（津波防災地域づくり）を総合的に推進することにより、津波による災害から国民の生命、身体及び財産の保護を図るため、国土交通大臣による基本指針の策定、市町村による推進計画の作成、推進計画区域における特別の措置及び一団地の津波防災拠点市街地形成施設に関する都市計画に関する事項について定めるとともに、津波防護施設の管理、津波災害警戒区域における警戒避難体制の整備並びに津波災害特別警戒区域における一定の開発行為及び建築物の建築等の制限に関する措置等について定め、もって公共の福祉の確保及び地域社会の健全な発展に寄与することを目的とする。

## 構成
- 第1章 総則（第1条・第2条）
- 第2章 基本指針等（第3条 - 第5条）
- 第3章 津波浸水想定の設定等（第6条 - 第9条）
- 第4章 推進計画の作成等（第10条・第11条）
- 第5章 推進計画区域における特別の措置
  - 第1節 土地区画整理事業に関する特例（第12条 - 第14条）
  - 第2節 津波からの避難に資する建築物の容積率の特例（第15条）
  - 第3節 集団移転促進事業に関する特例（第16条）
- 第6章 一団地の津波防災拠点市街地形成施設に関する都市計画（第17条）
- 第7章 津波防護施設等
  - 第1節 津波防護施設の管理（第18条 - 第37条）
  - 第2節 津波防護施設に関する費用（第38条 - 第49条）
  - 第3節 指定津波防護施設（第50条 - 第52条）
- 第8章 津波災害警戒区域（第53条 - 第71条）
- 第9章 津波災害特別警戒区域（第72条 - 第92条）
- 第10章 雑則（第93条 - 第98条）
- 第11章 罰則（第99条 - 第103条）

## 津波災害警戒区域
この法律の第53条では「津波災害警戒区域」について次のように定められている。
1. 都道府県知事は、基本指針に基づき、かつ、津波浸水想定を踏まえ、津波が発生した場合には住民その他の者の生命又は身体に危害が生ずるおそれがあると認められる土地の区域で、当該区域における津波による人的災害を防止するために警戒避難体制を特に整備すべき土地の区域を、「津波災害警戒区域」として指定することができる。
2. 前項の規定による指定は、当該指定の区域及び基準水位（津波浸水想定に定める水深に係る水位に建築物等への衝突による津波の水位の上昇を考慮して必要と認められる値を加えて定める水位であって、津波の発生時における避難並びに第七十三条第一項に規定する特定開発行為及び第八十二条に規定する特定建築行為の制限の基準となるべきものをいう。）を明らかにしてするものとする。
3. 都道府県知事は、第一項の規定による指定をしようとするときは、あらかじめ、関係市町村長の意見を聴かなければならない。
4. 都道府県知事は、第一項の規定による指定をするときは、国土交通省令で定めるところにより、その旨並びに当該指定の区域及び基準水位を公示しなければならない。
5. 都道府県知事は、前項の規定による公示をしたときは、速やかに、国土交通省令で定めるところにより、関係市町村長に、同項の規定により公示された事項を記載した図書を送付しなければならない。
6. 第二項から前項までの規定は、第一項の規定による指定の変更又は解除について準用する。

## 津波災害特別警戒区域
この法律の第72条では「津波災害特別警戒区域」について次のように定められている。
1. 都道府県知事は、基本指針に基づき、かつ、津波浸水想定を踏まえ、警戒区域のうち、津波が発生した場合には建築物が損壊し、又は浸水し、住民等の生命又は身体に著しい危害が生ずるおそれがあると認められる土地の区域で、一定の開発行為（都市計画法第四条第十二項に規定する開発行為をいう。）及び一定の建築物（居室（建築基準法第二条第四号に規定する居室をいう。）を有するものに限る。）の建築（同条第十三号に規定する建築をいう。）又は用途の変更の制限をすべき土地の区域を、「津波災害特別警戒区域」として指定することができる。
2. 前項の規定による指定は、当該指定の区域を明らかにしてするものとする。
3. 都道府県知事は、第一項の規定による指定をしようとするときは、あらかじめ、国土交通省令で定めるところにより、その旨を公告し、当該指定の案を、当該指定をしようとする理由を記載した書面を添えて、当該公告から二週間公衆の縦覧に供しなければならない。
4. 前項の規定による公告があったときは、住民及び利害関係人は、同項の縦覧期間満了の日までに、縦覧に供された指定の案について、都道府県知事に意見書を提出することができる。
5. 都道府県知事は、第一項の規定による指定をしようとするときは、あらかじめ、前項の規定により提出された意見書の写しを添えて、関係市町村長の意見を聴かなければならない。
6. 都道府県知事は、第一項の規定による指定をするときは、国土交通省令で定めるところにより、その旨及び当該指定の区域を公示しなければならない。
7. 都道府県知事は、前項の規定による公示をしたときは、速やかに、国土交通省令で定めるところにより、関係市町村長に、同項の規定により公示された事項を記載した図書を送付しなければならない。
8. 第一項の規定による指定は、第六項の規定による公示によってその効力を生ずる。
9. 関係市町村長は、第七項の図書を当該市町村の事務所において、公衆の縦覧に供しなければならない。
10. 都道府県知事は、海岸保全施設又は津波防護施設の整備の実施その他の事由により、特別警戒区域の全部又は一部について第一項の規定による指定の事由がなくなったと認めるときは、当該特別警戒区域の全部又は一部について当該指定を解除するものとする。
11. 第二項から第九項までの規定は、第一項の規定による指定の変更又は前項の規定による当該指定の解除について準用する。